# GIGAスクール構想

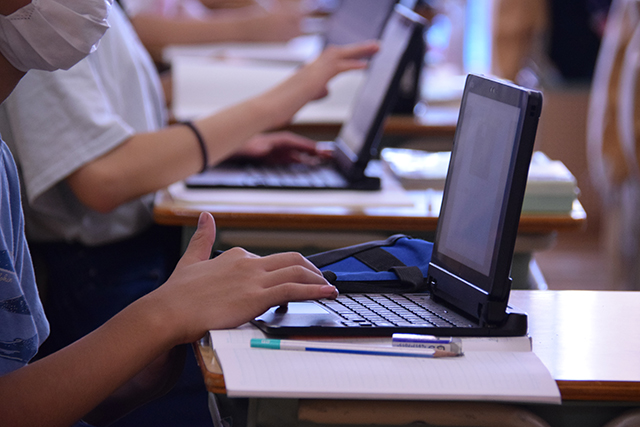
GIGAスクール構想の実施により、「一人一台端末」が実現した。

GIGAスクール構想（ギガスクールこうそう）とは、2019年（令和元年）に開始された、全国の児童・生徒1人に1台のコンピューターと高速ネットワークを整備する文部科学省の取り組み。
「GIGA」は「Global and Innovation Gateway for All（全ての児童・生徒のための世界につながる革新的な扉）」を意味する。

## 展開
GIGAスクール構想の背景として、2019年当時、日本国の「学校のICT環境整備状況は脆弱であるとともに、地域間での整備状況の格差が大きい危機的状況」「学校の授業におけるデジタル機器の使用時間はOECD加盟国で最下位」「学校外でのICT利用は、学習面ではOECD平均以下、学習外ではOECD平均以上」（つまり、学校外における平日のデジタル機器の利用が、勉強や宿題に使われる時間がOECD平均より少ないのに対し、ゲームやチャットに使われる時間がOECD平均より多いというPISAの2018年の調査）という文部科学省の認識があった。
2019年12月13日に閣議決定された令和元年度補正予算案において、児童・生徒向けの1人1台端末と、高速大容量の通信ネットワークを一体的に整備するための経費が盛り込まれた。
2019年12月19日、文部科学大臣を本部長とする「GIGAスクール実現推進本部」が設置された。同日、文部科学大臣の萩生田光一は「子供たち一人ひとりに個別最適化され、創造性を育む教育ICT 環境の実現に向けて ～令和時代のスタンダードとしての1人1台端末環境～」と題するメッセージを公開し、「Society5.0時代を生きる子ども達にとって、PC端末は鉛筆やノートと並ぶマストアイテム」であると主張した。また、「これまでの我が国の150年に及ぶ教育実践の蓄積の上に、最先端のICT教育を取り入れ、これまでの実践とICTとのベストミックスを図っていく」ことの重要性を主張し、これが同時に「多様な子供たちを誰一人取り残すことのない公正に個別最適化された学びや創造性を育む学びにも寄与するものであり、特別な支援が必要な子供たちの可能性も大きく広げる」ことを主張した。
2020年の新型コロナウイルス感染症の拡大（コロナ禍）によって、日本国の教育分野のデジタル化の遅れが顕在化したこともあって、GIGAスクール構想の実施が前倒しされた。その結果、2021年度3月期で全自治体等のうち1,742自治体等（96.1％）が整備済みとなり、小・中学生一人一台教育用端末の整備がほぼ完了した。

## 仕様

### 第1期
2020年3月に「学習者用コンピュータ」および「校内LAN整備」の標準仕様が策定された。Microsoft Windows端末、Google Chrome OS端末、iPadOS端末の3種類の仕様が策定された。
|                       | OS                            | CPU                                                                                                   | ストレージ | メモリ   | 画面                                                       | 無線                        |
| --------------------- | ----------------------------- | --- | ---------- | -------- | ---------------------------------------------------------- | --------------------------- |
| Microsoft Windows端末 | Microsoft Windows 10 Pro 相当 | Intel Celeron 同等以上で、2016年8月以降に製品化されたもの                                             | 64GB 以上  | 4GB 以上 | 9～14 インチ（できれば 11～13 インチ）で、タッチパネル対応 | IEEE 802.11 a/b/g/n/ac 以上 |
| Google Chrome OS端末  | Google Chrome OS              | Intel Celeron 同等以上で、2016年8月以降に製品化されたもの                                             | 32GB 以上  | 4GB 以上 | 9～14 インチ（できれば 11～13 インチ）で、タッチパネル対応 | IEEE 802.11 a/b/g/n/ac 以上 |
| iPadOS端末            | iPadOS                        | iPadOSと画面サイズの制限から、事実上2019年発売のiPad (第7世代)以降が想定されているため、Apple A10以上 | 32GB 以上  |          | 10.2～12.9 インチ                                          | IEEE 802.11 a/b/g/n/ac 以上 |

### 第2期
Microsoft Windows端末、Chromebook、iPadの3種類の仕様が策定された。
|                       | OS                           | CPU                                                                        | ストレージ | メモリ | 画面                       | 無線                          | 周辺機器                             |
| --------------------- | ---------------------------- | -------------------------------------------------------------------------- | ---------- | --- | -------------------------- | ----------------------------- | ------------------------------------ |
| Microsoft Windows端末 | Windows 11 Pro/Education相当 | Intel Celeron Processor N4500と同等以上 ※Intel社製に限定するものではない。 | 64GB 以上  | 8GB 以上 ※ブラウザ上での活用（Microsoft 365 Web版等）が前提かつ活用実態上支障が無いと判断した場合には 4GBのメモリも許容する。 | 10～14インチ、タッチパネル | IEEE 802.11 a/b/g/n/ac/ax以上 | ハードウェアキーボード及びタッチペン |
| Chromebook            | ChromeOS                     | Intel Celeron Processor N4500と同等以上 ※Intel社製に限定するものではない。 | 32GB 以上  | 4GB 以上 | 10～14インチ、タッチパネル | IEEE 802.11 a/b/g/n/ac/ax以上 | ハードウェアキーボード及びタッチペン |
| iPad                  | iPadOS                       | 事実上2021年発売のiPad (第9世代)以降が想定されているため、Apple A13以上    | 64GB 以上  | | 10～14インチ、タッチパネル | IEEE 802.11 a/b/g/n/ac以上    | ハードウェアキーボード及びタッチペン |

## メリット
- 深刻な読解力の低下から、読解力の向上のために、単なる知識習得の学習だけではなく主体的・対話的・深い学びを実現するアクティブ・ラーニングの観点が重視され、GIGAスクール構想はまさにアクティブ・ラーニングに最適な環境であり、国際的に遅れをとった読解力の向上が期待される。[大言壮語的]

- プログラミング教育の効果の拡大への貢献度が期待される。

- 教員がICTを活用することで、授業の事前準備やテストの採点、成績処理などを効率化できる(長時間労働の抑制)。

- 過疎地や離島といった教育環境が整いにくい地域に居住する子どもや、所得の低い家庭の子どもなども取り残さず、教育格差を解消できる。

- インターネットを利用した検索による調べ学習ができるようになり、授業の幅が広がる。

## デメリット
- 経費削減などの都合上性能は著しく低いことが多い。[要出典]又、それにより使用に不満を感じ、各人に貸与されるパソコンやタブレットの学校での使用率が大幅に低下しても、そのたびに最新モデルへ買い替えるわけにもいかない｡

- 学校（自治体）によっては購入ではなく、レンタルになっている場合があり、学校卒業後に返却しなければいけない場合がある。

- GIGAスクール構想推進によって学校にいる間もデジタル機器やインターネットに接するようになることからSNSトラブルなどのリスクに遭いやすくなる。

- 1人1台のパソコンやタブレット端末が使えるようになると、子どもが勝手にアプリをインストールしたり、インターネットを用いてゲーム等を休み時間にも遊びはじめ、遊びと学習の境目が曖昧になる。

## 第1期の課題
第1期の課題として、授業や自宅学習での端末の利活用促進、授業での活用事例の創出・共有、教員の指導スキルの向上、コンテンツのリッチ化、高校のICT環境の整備などがあげられる。まだ課題は多くあるものの、1人1台の端末と高速ネットワーク、クラウドなどを活用し、教員と子どもが双方向にコミュニケーションを取り、それぞれの子どもに最適化された学びを提供する環境に徐々にアップデートされつつある。
- 授業や自宅学習での端末の利活用促進:GIGAスクール構想は端末を有意義に活用できてこそ達成されたといえる。端末を使用することで子どもたちが様々な学びを得るために、教員や保護者のサポートが必要になる。しかし2021年11月時点では自治体による対応の差が表れている。
- 授業での活用事例の創出・共有:GIGAスクール構想を推進するために文部科学省は「StuDX Style」というサイトで様々な活用シーンの発信を行っている[9]。
- 教員の指導スキルの向上:ICTを活用した授業は従来の授業と大きく異なるため教員のスキルに左右される。指導する側である教員や保護者のITリテラシーの向上が必要になる。
- コンテンツのリッチ化:端末を有効活用するために授業における端末を利用した学習やコミュニケーション、自宅学習のオンライン化やオンライン授業、健康観察、日本語が十分に話せない子供のための翻訳機能を使ったサポートなどの学習コンテンツを豊富に取り揃えることが必要になる。
- 高校のICT環境の整備:1人1台の端末整備が進む小中学校に比べて公立高校では整備があまり進められておらず、各自治体による整備予定にも大きな差が生まれている。さらに、徳島県においては2021年四電工が県立高校などへ納入したCHUWI UBook 1万6500台のうち、2024年3月18日時点で9465台がバッテリー膨張等により使用不能となる事態が発生している。当初は納入端末の初期不良等を疑う向きも見られたが、第三者機関の調査の結果、初期不良等ではなく学校現場において高温環境下で端末を保管していたことが主な原因と結論付けられている[10][11]。

### 不正アクセスの横行
東京都町田市の市立小学校では、児童に貸与したタブレット端末を起動する際のパスワードを統一し、IDは児童の所属学級と出席番号を組み合わせたものにしていた。また、パスワードの変更も許されなかった。「なりすまし」の被害を訴える証言が報道されている。

## GIGAスクール構想第2期「NEXT GIGA」
第1期で導入された端末が更新される令和6年度（2024年度）から令和10年度（2028年度）の期間を範囲とする。
2024年5月17日付けの日経BPの記事によれば、「児童・生徒の端末活用や学習効果などネクストGIGAの成果次第で、次の更新（いわゆるサードGIGA）にも影響が出るという。」
また、この日経BPの記事によると、2024年5月に行われた「第15回　EDIX（教育総合展）東京」の基調講演で、文部科学省初等中等教育局 教育課程課長（前学校デジタル化PTリーダー）の武藤久慶が登壇し講演で、学校現場でのICT活用を阻害する要因の一つになっているインターネット回線の通信速度について「推奨するネットワーク帯域を満たしている学校は約2割にとどまる。自治体ごとに不具合の原因を特定するアセスメントを進め、回線契約の見直しも進めてほしい」と話した。
学校のネットワーク改善については以下の3文書が文部科学省ホームページに掲載された。
- 2024年4月24日　学校のネットワークの改善について[16] [17]
- 2024年4月26日　学校のネットワーク改善ガイドブック[18]
- 2024年8月29日　学校のネットワークの改善に向けた取組について(要請)[19]